# Фройнд, Вильгельм Александр
Вильгельм Александр Фройнд (нем. Wilhelm Alexander Freund; 1833—1917) — немецкий медик, акушер-гинеколог; профессор Страсбургского университета.

## Биография
Вильгельм Александр Фрейнд родился 26 августа 1833 года в силезском городе Краппице (ныне Крапковице) в семье еврейского врача Генриха Фройнда. Первоначально он хотел изучать архитектуру, но не был включен в Королевскую государственную строительную школу в Берлине из-за своего еврейского происхождения, поэтому Фройнд решил изучать медицину в Вроцлавском университете. 
В 1874 году Фройнд получил звание профессора, а в 1889 году занял кафедру гинекологии в Страсбургском университете и стал директором клиники женских болезней. Он один из первых в Германии стал успешно выполнять кесарево сечение, что позволило спасти множество жизней.
Его перу принадлежит ряд крупных работ по акушерству, а также по гистологии.
Вильгельм Александр Фрейнд умер 24 декабря 1917 года в городе Берлине.